# Далёкие барабаны
«Далёкие барабаны» (англ. Distant Drums) — американский фильм режиссёра Рауля Уолша, снятый в 1951 году.
В фильме впервые использован Крик Вильгельма в сцене, где человека кусает аллигатор (первоначально спецэффект назывался «Человека кусает аллигатор и он кричит»).

## Сюжет
Действие происходит в 1840 году. Генерал армии США Закари Тейлор отправляет военно-морского лейтенанта Тафтса и разведчика Монка в отдаленный дом на острове Флорида, где живет затворник капитан Куинси Уайатт с 5-летним сыном.
Миссия солдат состоит в том, чтобы разрушить старый испанский форт, используемый стрелками, и спасти мужчин и женщин, взятых в плен семинолами. Одна из них, Джуди Беккет, развивает романтическое влечение к капитану Уайатту, когда они бегут от туземцев в Эверглейдс.
Большинство других солдат убиты после того, как Уайатт и Тафтс отделяются от них, чтобы построить каноэ. Вернувшись в свой дом, Уайатт расстроен, обнаружив, что его сын ушел. Он сражается с вождем семинолов Окала под водой, а затем с облегчением узнает, что сын в безопасности.

## В ролях
- Гэри Купер — Куинси Уайатт
- Ричард Вебб — Лейтенант Тафтс
- Мэри Алдон — Джуди Беккет
- Артур Ханникат — Мунк
- Роберт Бэррат — Закари Тейлор